# 도쿄 과학대학
도쿄과학대학(일본어: 東京科学大学, 영어: Institute of Science Tokyo, Science Tokyo)은 일본의 국립 대학이다. 대학 본부는 도쿄도 메구로구 오오카야마(大岡山)에 있다.
설립 이래, 이공학을 전문적으로 연구하는 대학으로 유명하다. 또한, 2000년 노벨화학상 수상자인 시라카와 히테키를 배출하였고, 2016년 오스미 요시노리 명예교수가 노벨생리의학상을 수상하였다.

## 역사
2024년 10월 1일 도쿄공업대학 (Tokyo Tech) 과 도쿄 의과치과대학 (TMDU)의 합병으로 공식 설립되었다.

## 캠퍼스
- 오오카야마 캠퍼스 (大岡山キャンパス)
- 스즈카케다이 캠퍼스 (すずかけ臺キャンパス)
- 다마치 캠퍼스 (田町キャンパス)
- 유시마 캠퍼스 (湯島キャンパス)
- 스루가다이 캠퍼스 (駿河台キャンパス)
- 고우노다이 캠퍼스 (国府台キャンパス)

## 참조
1. ↑  “「東京科学大」、来年１０月に開学…東工大と医科歯科大は統合”. 《読売新聞オンライン》 (일본어). 2023년 10월 31일. 2023년 12월 7일에 원본 문서에서 보존된 문서. 2024년 2월 28일에 확인함.